# Colobanthus quitensis
Colobanthus quitensis (Antarctisch parelmoerkruid) is een plant uit de anjerfamilie (Caryophyllaceae). De soort is een van de twee bloemplanten op Antarctica naast Antarctische smele. De plant komt daarnaast voor op de Zuidelijke Orkneyeilanden en de Zuidelijke Shetlandeilanden. 
De soort komt voor op de continentale rand van Antarctica. Antarctisch parelmoerkruid heeft een kussenachtige groeiwijze. Het ziet er bijna bemost uit met witte of gele bloemen. Het bereikt een hoogte van ongeveer 5 cm. Het Antarctische parelmoerkruid en de Antarctische smele verschillen van andere planten doordat ze een zeer uniforme flavonoïde coating hebben die fungeert als een zonnebrandcrème tegen ultraviolette straling. 